# Segunda Divisão Espanhola de 2023–24
A Segunda Divisão Espanhola de 2023–24, também conhecida por motivos publicitários como La Liga Hypermotion, foi a 93.ª edição do segundo divisão do campeonato espanhol. A temporada iniciou em 11 de agosto de 2023 e terminou em 2 de junho de 2024.

## Regulamento
A Segunda Divisão da Espanha é organizada pela Liga Nacional de Fútbol Profesional (LFP).
O campeonato é composto por uma equipe de 22 clubes em toda a Espanha. Seguindo um sistema de pontos corridos, as 22 equipes se confrontam em um formato de todos contra todos em jogos de ida e volta totalizando 42 partidas. A ordem dos jogos é decidida por sorteio antes do início da competição.
A classificação final é estabelecida de acordo com a soma dos pontos ganhos em cada confronto, três para uma vitória, um por um empate e nenhum em caso de derrota. Se duas equipes se igualarem em pontos no final do campeonato, os critérios para desempatar a classificação são os seguintes:
1. Saldo de gols no confronto direto.
2. Saldo de gols em todas as partidas do campeonato.

Se três ou mais equipes estiverem empatadas em pontos, os critérios de desempate são:
1. Melhor pontuação no confronto direto entre os clubes envolvidos.
2. Saldo de gols no confronto direto entre os clubes envolvidos.
3. Saldo de gols em todas as partidas do campeonato.
4. O maior número de gols marcados considerando todos os jogos do campeonato.
5. O melhor clube classificado nos escalas de fair play.

## Participantes

### Mudança de times
| Pos | Promovidos à Primeira Divisão |
| --- | ----------------------------- |
| 1º  | Granada                       |
| 2º  | Las Palmas                    |
| 4°  | Alavés (Play-offs)            |

| Pos | Rebaixados da Primeira Divisão |
| --- | ------------------------------ |
| 18º | Valladolid                     |
| 19º | Espanyol                       |
| 20º | Elche                          |

| Pos    | Promovidos da Terceira Divisão |
| ------ | ------------------------------ |
| 1º G.1 | Racing Ferrol                  |
| 1º G.2 | Amorebieta                     |
| 2° G.1 | Alcorcón (Play-offs)           |
| 2º G.2 | Eldense (Play-offs)            |

| Pos | Rebaixados à Terceira Divisão |
| --- | ----------------------------- |
| 19º | Ponferradina                  |
| 20º | Málaga                        |
| 21º | Ibiza                         |
| 22º | Lugo                          |

### Informações dos times
| Clube            | Localização            | Estádio                    | Capacidade |
| ---------------- | ---------------------- | -------------------------- | ---------- |
| Albacete         | Albacete               | Carlos Belmonte            | 17 524     |
| Alcorcón         | Alcorcón               | Municipal de Santo Domingo | 5 100      |
| Amorebieta       | Amorebieta-Etxano      | Urritxe                    | 3 000      |
| Andorra          | Andorra la Vella       | Estadi Nacional            | 3 306      |
| Burgos           | Burgos                 | El Plantío                 | 12 194     |
| Cartagena        | Cartagena              | Cartagonova                | 15 105     |
| Eibar            | Eibar                  | Ipurua                     | 8 164      |
| Elche            | Elche                  | Martínez Valero            | 33 732     |
| Eldense          | Elda                   | Nuevo Pepico Amat          | 4 036      |
| Espanyol         | Cornellà de Llobregat  | RCDE Stadium               | 40 000     |
| Huesca           | Huesca                 | El Alcoraz                 | 9 100      |
| Leganés          | Leganés                | Butarque                   | 12 450     |
| Levante          | Valencia               | Ciutat de València         | 26 354     |
| Mirandés         | Miranda de Ebro        | Anduva                     | 5 759      |
| Oviedo           | Oviedo                 | Carlos Tartiere            | 30 500     |
| Racing Ferrol    | Ferrol                 | A Malata                   | 12 043     |
| Racing Santander | Santander              | El Sardinero               | 22 222     |
| Sporting Gijón   | Gijón                  | El Molinón                 | 30 000     |
| Tenerife         | Santa Cruz de Tenerife | Heliodoro Rodríguez López  | 22 824     |
| Valladolid       | Valladolid             | José Zorrilla              | 27 618     |
| Villarreal B     | Villarreal             | Estadio de la Ceramica     | 23 000     |
| Zaragoza         | Zaragoza               | La Romareda                | 33 608     |

### Localização dos times
|}

## Classificação
| Pos | Equipe            | Pts | J  | V  | E  | D  | GP | GC | SG  | Classificação ou descenso                            |
| --- | ----------------- | --- | -- | -- | -- | -- | -- | -- | --- | ---------------------------------------------------- |
| 1   | Leganés (C)       | 74  | 42 | 20 | 14 | 8  | 56 | 27 | +29 | Promoção à La Liga de 2024–25                        |
| 2   | Valladolid        | 72  | 42 | 21 | 9  | 12 | 51 | 36 | +15 | Promoção à La Liga de 2024–25                        |
| 3   | Eibar             | 71  | 42 | 21 | 8  | 13 | 72 | 48 | +24 | Play-offs de promoção                                |
| 4   | Espanyol          | 69  | 42 | 17 | 18 | 7  | 59 | 40 | +19 | Play-offs de promoção                                |
| 5   | Sporting de Gijón | 65  | 42 | 18 | 11 | 13 | 51 | 42 | +9  | Play-offs de promoção                                |
| 6   | Real Oviedo       | 64  | 42 | 17 | 13 | 12 | 55 | 39 | +16 | Play-offs de promoção                                |
| 7   | Racing Santander  | 64  | 42 | 18 | 10 | 14 | 63 | 55 | +8  |                                                      |
| 8   | Levante           | 59  | 42 | 13 | 20 | 9  | 49 | 45 | +4  |                                                      |
| 9   | Burgos            | 59  | 42 | 16 | 11 | 15 | 52 | 54 | −2  |                                                      |
| 10  | Racing Ferrol     | 59  | 42 | 15 | 14 | 13 | 49 | 52 | −3  |                                                      |
| 11  | Elche             | 59  | 42 | 16 | 11 | 15 | 43 | 46 | −3  |                                                      |
| 12  | Tenerife          | 56  | 42 | 15 | 11 | 16 | 38 | 41 | −3  |                                                      |
| 13  | Albacete          | 51  | 42 | 12 | 15 | 15 | 50 | 56 | −6  |                                                      |
| 14  | Cartagena         | 51  | 42 | 14 | 9  | 19 | 37 | 51 | −14 |                                                      |
| 15  | Zaragoza          | 51  | 42 | 12 | 15 | 15 | 42 | 42 | 0   |                                                      |
| 16  | Eldense           | 50  | 42 | 12 | 14 | 16 | 46 | 56 | −10 |                                                      |
| 17  | Huesca            | 49  | 42 | 11 | 16 | 15 | 36 | 33 | +3  |                                                      |
| 18  | Mirandés          | 49  | 42 | 12 | 13 | 17 | 47 | 55 | −8  |                                                      |
| 19  | Amorebieta        | 45  | 42 | 11 | 12 | 19 | 37 | 53 | −16 | Zona de rebaixamento à Primera Federación de 2024–25 |
| 20  | Alcorcón          | 44  | 42 | 10 | 14 | 18 | 32 | 53 | −21 | Zona de rebaixamento à Primera Federación de 2024–25 |
| 21  | Andorra           | 43  | 42 | 11 | 10 | 21 | 33 | 53 | −20 | Zona de rebaixamento à Primera Federación de 2024–25 |
| 22  | Villarreal B      | 43  | 42 | 11 | 10 | 21 | 41 | 62 | −21 | Zona de rebaixamento à Primera Federación de 2024–25 |

1. 1 2 3 4  Levante terminou à frente de Burgos, Racing Ferrol e Elche no confronto direto: Levante 12 pts, Burgos 8 pts, Racing Ferrol 8 pts, Elche 4 pts. Burgos terminou à frente do Racing Ferrol no confronto direto: Racing Ferrol 1–1 Burgos, Burgos 2–0 Racing Ferrol
2. 1 2 3  Albacete terminou à frente de Cartagena e Zaragoza no confronto direto: Albacete 6 pts, Cartagena 5 pts, Zaragoza 4 pts
3. 1 2  Huesca terminou à frente de Mirandés no confronto direto: Huesca 1–1 Mirandés, Mirandés 0–3 Huesca

## Desempenho por rodada
Clubes que lideraram o campeonato ao final de cada rodada:
| Rodadas | Rodadas | Rodadas | Rodadas | Rodadas | Rodadas | Rodadas | Rodadas | Rodadas | Rodadas | Rodadas | Rodadas | Rodadas | Rodadas | Rodadas | Rodadas | Rodadas | Rodadas | Rodadas | Rodadas | Rodadas | Rodadas | Rodadas | Rodadas | Rodadas | Rodadas | Rodadas | Rodadas | Rodadas | Rodadas | Rodadas | Rodadas | Rodadas | Rodadas | Rodadas | Rodadas | Rodadas | Rodadas | Rodadas | Rodadas | Rodadas | Rodadas |
| ------- | ------- | ------- | ------- | ------- | ------- | ------- | ------- | ------- | ------- | ------- | ------- | ------- | ------- | ------- | ------- | ------- | ------- | ------- | ------- | ------- | ------- | ------- | ------- | ------- | ------- | ------- | ------- | ------- | ------- | ------- | ------- | ------- | ------- | ------- | ------- | ------- | ------- | ------- | ------- | ------- | ------- |
| 1       | 2       | 3       | 4       | 5       | 6       | 7       | 8       | 9       | 10      | 11      | 12      | 13      | 14      | 15      | 16      | 17      | 18      | 19      | 20      | 21      | 22      | 23      | 24      | 25      | 26      | 27      | 28      | 29      | 30      | 31      | 32      | 33      | 34      | 35      | 36      | 37      | 38      | 39      | 40      | 41      | 42      |
| RAC     | TFE     | ZAR     | ZAR     | ZAR     | ZAR     | ZAR     | LEG     | ESP     | TFE     | ESP     | LEG     | LEG     | LEG     | LEG     | LEG     | LEG     | LEG     | LEG     | LEG     | LEG     | LEG     | LEG     | LEG     | LEG     | LEG     | LEG     | LEG     | LEG     | LEG     | LEG     | LEG     | LEG     | LEG     | LEG     | LEG     | LEG     | LEG     | VLL     | LEG     | VLL     | LEG     |

Clubes que ficaram na última posição do campeonato ao final de cada rodada:
| Rodadas | Rodadas | Rodadas | Rodadas | Rodadas | Rodadas | Rodadas | Rodadas | Rodadas | Rodadas | Rodadas | Rodadas | Rodadas | Rodadas | Rodadas | Rodadas | Rodadas | Rodadas | Rodadas | Rodadas | Rodadas | Rodadas | Rodadas | Rodadas | Rodadas | Rodadas | Rodadas | Rodadas | Rodadas | Rodadas | Rodadas | Rodadas | Rodadas | Rodadas | Rodadas | Rodadas | Rodadas | Rodadas | Rodadas | Rodadas | Rodadas | Rodadas |
| ------- | ------- | ------- | ------- | ------- | ------- | ------- | ------- | ------- | ------- | ------- | ------- | ------- | ------- | ------- | ------- | ------- | ------- | ------- | ------- | ------- | ------- | ------- | ------- | ------- | ------- | ------- | ------- | ------- | ------- | ------- | ------- | ------- | ------- | ------- | ------- | ------- | ------- | ------- | ------- | ------- | ------- |
| 1       | 2       | 3       | 4       | 5       | 6       | 7       | 8       | 9       | 10      | 11      | 12      | 13      | 14      | 15      | 16      | 17      | 18      | 19      | 20      | 21      | 22      | 23      | 24      | 25      | 26      | 27      | 28      | 29      | 30      | 31      | 32      | 33      | 34      | 35      | 36      | 37      | 38      | 39      | 40      | 41      | 42      |
| EIB     | ALC     | CAR     | OVI     | EIB     | CAR     | CAR     | CAR     | CAR     | CAR     | CAR     | CAR     | CAR     | CAR     | CAR     | CAR     | CAR     | CAR     | ALC     | CAR     | CAR     | AMO     | AMO     | AMO     | AMO     | AMO     | AMO     | AMO     | AMO     | AMO     | AMO     | AND     | VIL     | VIL     | VIL     | VIL     | AND     | AND     | AND     | VIL     | VIL     | VIL     |

## Confrontos
| Mandante \ Visitante | ALB | ALC | AMO | AND | BUR | CAR | EIB | ELC | ELD | ESP | HUE | LEG | LEV | MIR | OVI | RFE | RAC | SPO | TFE | VAL | VIL | ZAR |
| -------------------- | --- | --- | --- | --- | --- | --- | --- | --- | --- | --- | --- | --- | --- | --- | --- | --- | --- | --- | --- | --- | --- | --- |
| Albacete             | —   | 0–1 | 2–2 | 3–1 | 2–1 | 1–1 | 2–1 | 1–1 | 1–1 | 1–1 | 1–1 | 1–0 | 0–2 | 2–2 | 1–2 | 1–1 | 2–0 | 1–3 | 1–0 | 2–0 | 2–0 | 1–0 |
| Alcorcón             | 1–2 | —   | 1–1 | 1–0 | 1–1 | 1–1 | 1–0 | 0–2 | 0–0 | 1–1 | 0–2 | 0–2 | 0–2 | 0–0 | 1–0 | 1–1 | 3–1 | 0–0 | 1–1 | 1–1 | 1–0 | 0–0 |
| Amorebieta           | 1–1 | 1–2 | —   | 3–0 | 0–1 | 0–0 | 1–2 | 1–0 | 0–2 | 0–0 | 0–1 | 0–1 | 1–1 | 2–0 | 0–0 | 3–1 | 0–1 | 3–1 | 2–0 | 0–3 | 2–0 | 1–1 |
| Andorra              | 0–1 | 2–0 | 0–1 | —   | 1–0 | 3–2 | 0–2 | 0–1 | 1–3 | 1–1 | 1–0 | 2–3 | 2–0 | 1–0 | 1–0 | 1–0 | 1–1 | 0–0 | 0–1 | 2–1 | 1–1 | 0–1 |
| Burgos               | 2–1 | 4–2 | 2–2 | 0–0 | —   | 3–0 | 1–0 | 4–0 | 1–2 | 0–0 |     | 1–0 | 1–1 | 0–0 | 1–0 | 2–0 | 2–1 | 1–0 | 1–1 | 1–0 | 3–2 | 1–1 |
| Cartagena            | 1–1 | 1–0 | 1–0 | 1–0 | 0–3 | —   | 1–2 | 0–1 | 0–1 | 0–2 | 0–2 | 0–3 | 0–1 | 1–0 | 2–0 | 2–1 | 2–3 | 1–0 | 2–0 | 0–2 | 4–1 | 1–3 |
| Eibar                | 1–1 | 2–0 | 5–0 | 2–2 | 0–1 | 1–0 | —   | 2–1 | 5–1 | 2–3 | 1–1 | 0–1 | 3–1 | 1–0 | 4–3 | 2–0 | 2–0 | 1–1 | 3–0 | 5–1 | 2–0 | 1–0 |
| Elche                | 3–2 | 3–0 | 2–0 | 2–1 | 2–0 | 1–2 | 0–0 | —   | 1–2 | 2–2 | 0–3 | 1–0 | 0–0 | 0–0 | 0–2 | 0–1 | 1–1 | 2–1 | 2–1 | 0–0 | 1–0 | 2–0 |
| Eldense              | 0–1 | 2–2 | 2–0 | 0–2 | 2–0 | 0–0 | 2–1 | 1–1 | —   | 3–2 | 0–0 | 1–2 | 0–0 | 2–2 | 1–3 | 2–0 | 3–3 | 0–1 | 0–3 | 0–1 | 2–0 | 1–1 |
| Espanyol             | 2–1 | 2–0 | 3–2 | 1–1 | 3–3 | 3–0 | 2–2 | 2–0 | 3–3 | —   | 0–0 | 0–1 | 2–1 | 3–0 | 2–1 | 3–0 | 2–0 | 0–0 | 1–1 | 2–0 | 2–1 | 1–1 |
| Huesca               | 0–0 | 1–0 | 0–0 | 2–0 | 3–0 | 3–0 | 2–3 | 0–1 | 0–1 | 1–1 | —   | 0–0 | 0–0 | 1–1 | 0–2 | 1–0 | 0–3 | 0–1 | 0–2 | 0–1 | 2–2 | 1–2 |
| Leganés              | 2–0 | 3–0 | 6–0 | 0–1 | 2–0 | 0–0 | 0–2 | 2–0 | 1–1 | 0–0 | 2–0 | —   | 2–1 | 4–0 | 0–0 | 2–2 | 2–1 | 2–1 | 1–1 | 0–0 | 1–0 | 1–1 |
| Levante              | 3–2 | 2–2 | 1–2 | 0–0 | 3–2 | 0–1 | 2–2 | 3–2 | 2–0 | 1–4 | 2–1 | 0–0 | —   | 2–2 | 1–1 | 1–0 | 2–4 | 1–0 | 0–0 | 2–1 | 1–1 | 2–1 |
| Mirandés             | 2–0 | 4–0 | 1–0 | 4–3 | 2–1 | 2–1 | 1–3 | 1–1 | 3–1 | 0–1 | 0–3 | 1–3 | 1–1 | —   | 2–1 | 1–2 | 0–0 | 1–3 | 1–1 | 0–1 | 3–0 | 0–0 |
| Real Oviedo          | 3–0 | 2–0 | 1–1 | 3–0 | 5–0 | 1–1 | 2–1 | 3–2 | 1–1 | 2–0 | 1–0 | 1–0 | 3–2 | 1–1 | —   | 1–1 | 1–1 | 0–0 | 0–1 | 0–1 | 2–1 | 1–0 |
| Racing Ferrol        | 5–4 | 2–1 | 1–0 | 1–0 | 1–1 | 1–1 | 1–1 | 1–0 | 1–1 | 0–0 | 2–1 | 2–2 | 0–0 | 0–2 | 1–3 | —   | 2–2 | 2–0 | 3–1 | 2–0 | 2–2 | 1–0 |
| Racing Santander     | 2–1 | 0–1 | 1–0 | 2–0 | 3–0 | 0–2 | 4–0 | 3–1 | 2–1 | 2–0 | 0–0 | 2–1 | 0–0 | 1–0 | 2–2 | 1–3 | —   | 3–2 | 4–2 | 2–3 | 3–1 | 0–2 |
| Sporting de Gijón    | 2–1 | 1–0 | 1–1 | 5–2 | 2–1 | 1–0 | 1–0 | 2–0 | 2–0 | 2–0 | 0–0 | 1–1 | 0–0 | 3–0 | 1–0 | 1–2 | 2–3 | —   | 2–1 | 1–1 | 0–3 | 2–2 |
| Tenerife             | 2–0 | 1–0 | 0–1 | 0–0 | 2–1 | 1–1 | 2–1 | 0–1 | 1–0 | 1–0 | 0–0 | 0–0 | 0–0 | 2–1 | 1–0 | 2–0 | 2–0 | 1–2 | —   | 2–1 | 0–1 | 0–1 |
| Valladolid           | 0–0 | 0–2 | 2–1 | 2–0 | 3–0 | 1–0 | 3–1 | 1–1 | 1–0 | 0–0 | 1–0 | 1–1 | 0–0 | 3–2 | 3–0 | 0–1 |     | 2–0 | 2–0 | —   | 3–2 | 2–0 |
| Villarreal B         | 2–2 | 2–2 | 3–1 | 0–0 | 2–1 | 1–2 | 1–0 | 0–1 | 3–1 | 3–1 | 1–1 | 1–2 | 0–3 | 0–3 | 1–1 | 1–0 | 1–0 | 0–3 | 1–0 | 1–0 | —   | 0–0 |
| Zaragoza             | 1–1 | 0–2 | 0–1 | 2–0 | 1–3 | 1–2 | 2–3 | 1–1 | 2–0 | 0–1 | 0–2 | 1–0 | 2–2 | 0–1 | 0–0 | 2–2 | 1–1 | 3–0 | 3–1 | 1–0 | 2–0 | —   |

## Play-offs de promoção

### Esquema
|  | Semifinais        | Semifinais  | Semifinais | Semifinais |   |          | Final | Final | Final | Final |
|  |                   |             |            |            |   |          |       |       |       |       |
|  | Eibar             | 0           | 0          | 0          |   |          |       |       |       |       |
|  | Real Oviedo       | 0           | 0          | 2          |   |          |       |       |       |       |
|  | Real Oviedo       | 0           | 0          | 2          |   | Espanyol | 0     | 2     | 2     |       |
|  |                   |             |            |            |   | Espanyol | 0     | 2     | 2     |       |
|  |                   | Real Oviedo | 1          | 0          | 1 |          |       |       |       |       |
|  | Espanyol          | Real Oviedo | 1          | 0          | 1 | 1        | 0     | 1     |       |       |
|  | Espanyol          |             |            |            |   | 1        | 0     | 1     |       |       |
|  | Sporting de Gijón | 0           | 0          | 0          |   |          |       |       |       |       |

### Semifinal

#### Jogos de ida
| 8 de junho de 2024 | Real Oviedo | 0 – 0     | Eibar | Estádio Carlos Tartiere, Oviedo                          |
| 18:30 (UTC+1)      |             | Relatório |       | Público: 28 100 Árbitro: ESP Alejandro Quintero González |

| 9 de junho de 2024 | Sporting de Gijón | 0 – 1     | Espanyol       | El Molinón, Gijón                                       |
| 21:00 (UTC+1)      |                   | Relatório | Javi Puado 88' | Público: 25 075 Árbitro: ESP Jon Ander González Esteban |

#### Jogos de volta
| 12 de junho de 2024 | Eibar | 0 – 2     | Real Oviedo             | Estádio Municipal de Ipurua, Eibar                 |
| 21:00 (UTC+1)       |       | Relatório | Alemão 59' · Moyano 79' | Público: 7 732 Árbitro: ESP Iosu Galech Apezteguia |

Real Oviedo venceu por 2–0 no placar agregado.
| 13 de junho de 2024 | Espanyol | 0 – 0     | Sporting de Gijón | RCDE Stadium, Barcelona                           |
| 21:00 (UTC+1)       |          | Relatório |                   | Público: 30 605 Árbitro: ESP Álvaro Moreno Aragon |

Espanyol venceu por 1–0 no placar agregado.

### Final
Ida
| 16 de junho de 2024 | Real Oviedo | 1 – 0     | Espanyol | Estádio Carlos Tartiere, Oviedo                          |
| 18:30 (UTC+1)       | Alemão 72'  | Relatório |          | Público: 29 297 Árbitro: ESP Damaso Arcediano Monescillo |

Volta
| 23 de junho de 2024 | Espanyol              | 2 – 0     | Real Oviedo | RCDE Stadium, Barcelona                           |
| 18:30 (UTC+1)       | Javi Puado 44', 45+2' | Relatório |             | Público: 33 107 Árbitro: ESP Adrian Cordero Veiga |

Espanyol venceu por 2–1 no placar agregado.

## Estatísticas
Atualizado em 2 de junho de 2024.

### Artilheiros
| Pos. | Jogador             | Equipe           | Gols |
| ---- | ------------------- | ---------------- | ---- |
| 1    | Martin Braithwaite  | Espanyol         | 22   |
| 2    | Peque Fernández     | Racing Santander | 18   |
| 3    | Jon Bautista        | Eibar            | 17   |
| 4    | Álex Forés          | Villarreal B     | 16   |
| 5    | Carlos Martín       | Mirandés         | 15   |
| 5    | Curro Sánchez       | Burgos           | 15   |
| 7    | Javi Puado          | Espanyol         | 13   |
| 7    | Juan Carlos Arana   | Racing Santander | 13   |
| 7    | Miguel de la Fuente | Leganés          | 13   |
| 10   | Diego García        | Leganés          | 12   |
| 10   | Stoichkov           | Eibar            | 12   |